# Urgent (US-amerikanische Band)
Urgent war eine US-amerikanische Band im Genre des Adult Oriented Rock (AOR) aus New York City, die von 1984 bis 1987 aktiv war.

## Geschichte
1984 gründeten in New York die Brüder Michael Kehr (Gesang, Gitarre), Don Kehr (Keyboard) und Steve Kehr (Schlagzeug) zusammen mit Klyph Black (Bass) die AOR-Band Urgent. Als letzter stieß der Gitarrist Yul Vazquez (auf den Alben: Yul Vaz) zur Band.
Der gebürtige Kubaner Vazquez, der in Miami Beach, Florida, aufgewachsen war, lernte den Judas-Priest-Sänger Rob Halford kennen und freundete sich mit ihm an. Vazquez war stilistisch zu dieser Zeit ebenfalls auf Heavy Metal ausgerichtet, wofür es in Florida keine Szene gab. Seine damalige Freundin war in der Musikbranche tätig, zum Beispiel managte sie die Hardrock-Band FireHouse. Sie veranlasste einen Umzug nach New York und half bei der Suche nach einem Job. Urgent hatte einen Posten als Gitarrist zu vergeben. Komplett formiert unterzeichneten die vier Musiker beim neuen Label Manhattan Records als erste von zwei Bands.
Als Produzenten des Debütalbums Cast the First Stone konnten Ian Hunter (Mott the Hoople) und Mick Ronson (David Bowie, Ian Hunter Band) gewonnen werden. Vier der zehn Songs hat Ian Hunter mitkomponiert und einen hat Steve Pickett mitkomponiert. Für den amerikanischen und den japanischen Markt wurde Running Back mit der B-Seite Dedicated to Love ausgekoppelt. Die Single erreichte den Billboardchartplatz 79. Das Stück Love Can Make You Cry wurde für den Soundtrack des Films Iron Eagle (Der stählerne Adler) verwendet.
Das Nachfolgealbum Thinking Out Loud aus dem Jahr 1987 wurde von Tom Allom produziert, dem Judas-Priest-Produzenten, und fiel somit stark gitarren-orientiert aus. Die Verpflichtung war wieder durch Vazquez’ Kontakt ins Judas-Priest-Lager zustande gekommen. Auf dem Album gibt es eine Neueinspielung des Achtungserfolgs Running Back. Das Coverartwork stammt von der Künstlerin Paula Scher vom Design-Studio Koppel & Scher. Noch im selben Jahr löste sich Urgent auf.
Nach dem Split trat Yul Vazquez der Band Diving for Pearls bei, die seine Freundin zusammenstellte. Von den Kehr-Brüdern hat man danach nichts mehr vernommen.
2001 veröffentlichte das deutsche Label ATM Records das Debütwerk Cast the First Stone auf einer CD mit dem Bonustrack Running Back (version 2).

## Diskografie
- 1985: Cast the First Stone (Album; Manhattan Records)
- 1985: Love Can Make You Cry (Single; Manhattan Records)
- 1985: Running Back (Single, Manhattan Records)
- 1987: Thinking Out Loud (Album, Manhattan Records)
- 2001: Cast the First Stone (Wiederveröffentlichung; ATM Records)